# 와우중학교
와우중학교는 대한민국 화성시 봉담읍 학교이다.

## 학교 연혁
- 2008년 1월 7일 : 학교설립 인가
- 2008년 3월 1일 : 와우중학교 개교
- 2008년 3월 1일 : 초대 서종운 교장 취임
- 2008년 3월 3일 : 제1회 입학식(78명 입학)
- 2023년 3월 1일 : 제7대 이재선 교장 취임
- 2024년 1월 5일 : 제16회 졸업식 (339명, 총 3,312명 졸업)
- 2024년 3월 4일 : 제17회 입학식(318명 입학)

## 참고 자료
- 와우중학교 - 한국교육학술정보원 학교알리미